# Volkmar Schneider (Mediziner)
Volkmar Schneider (* 21. Januar 1940 in Dessau) ist ein deutscher Rechtsmediziner und ehemaliger Direktor des Instituts für Rechtsmedizin der Charité und gleichzeitig des Landesinstituts für gerichtliche und soziale Medizin in Berlin-Moabit.

## Leben
Schneider studierte nach dem Abitur an der Scharnhorstschule in Hildesheim im Jahre 1959 bis 1967 Medizin an der Freien Universität Berlin und am Universitätsklinikum Hamburg-Eppendorf. 1976 wurde er Professor an der Freien Universität Berlin.
Von 1983 bis 2006 war er Direktor der West-Berliner Instituts für Rechtsmedizin der FU, welches ab 2003 mit dem Ost-Berliner Institut der Humboldt-Universität im Zuge der Neuordnung der Berliner Universitätsmedizin an der Charité zusammengelegt wurde. Innerhalb der Ost-Berliner Rechtsmedizin war Schneider Nachfolger des 2003 emeritierten Institutsdirektors Gunther Geserick, der seit 1987 amtiert hatte. 
2007 wurde er nach seiner Pensionierung als Institutsleiter durch Michael Tsokos abgelöst.

## Auszeichnungen
- 1997: Ehrendoktorwürde der Semmelweis-Universität Budapest
- 2005: Verdienstkreuz 1. Klasse des Verdienstordens der Bundesrepublik Deutschland[1][2]
- 2007: Ehrendoktorwürde der Universität Breslau[1]
- 2015: Georg-Klemperer-Ehrenmedaille der Ärztekammer Berlin[3]